# Anachemmis aalbui
Anachemmis aalbui är en spindelart som beskrevs av Norman I. Platnick och Darrell Ubick 2005. Anachemmis aalbui ingår i släktet Anachemmis och familjen Tengellidae. Inga underarter finns listade i Catalogue of Life.